# Момотаро

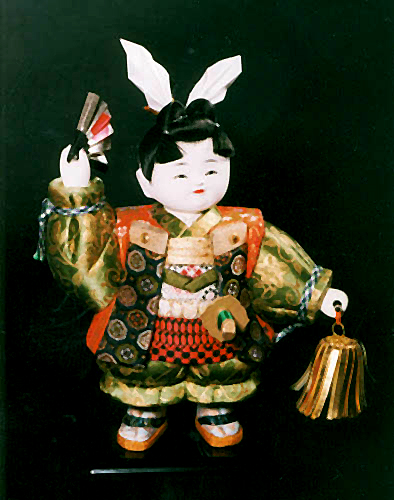
Японська порцелянова лялька, що зображує Момотаро

Момотаро (яп. 桃太郎) — японський казковий герой, названий «Момотаро», тобто персиковий хлопчик на честь тієї обставини, що він з'явився з середини величезного персика. «Момотаро» також є назвою різних книг та фільмів, що описують історію цього казкового персонажа.
На острові Момотаро та його друзі  увійшли до форту демонів і побили лідера демонів Уру та його армію. 
Ця історія, яка сягає кількох століть, звичайно, зазнала багатьох змін, і її розповідь може змінюватися від одного регіону до іншого, але в Японії немає жодної дитини, яка б не знала пісні, пов’язаної з нею, оскільки її часто вчать у школах. 

## Сюжет
У «Казці про Момотаро» виділяється декілька ключових міфів:
- Зав'язка. Поява Момотаро — стара виловлює з річки гігантський персик, і принісши додому, разом зі стариком, виявляють всередині хлопчика, який розповідає їм, що надісланий небесними богами, щоб стати для них сином.
- Дорослішання та виховання Момотаро.
- Зав'язка кульмінації. Похід Момотаро разом із зустрінутими на шляху друзями — собакою, фазаном і гірською мавпою на острів Онігасіма (яп. 鬼ケ島 букв. острів демонів).
- Кульмінація. Острів Онігасіма підкорений, демони знищені, до рук Момотаро потрапляють їхні скарби.
- Розв'язка. Повернення Момотаро в Японію до названих батьків.

## Цікаві факти
- Батьківщиною казки про Момотаро традиційно вважається японське місто Окаяма.
- Префектура Окаяма сильно пов’язана з  історією Момотаро, хоча офіційних історичних доказів немає. Цей зв’язок в основному випливає зі згадки Оніґасіма, яка іноді пов’язана з островом Мегідзіма, островом, який знаходиться  поблизу Такамацу у Внутрішньому морі Сето. Крім того, місто  Окаяма відоме на весь світ   своїми смачними персиками, які  виступають  символом історії., [3]
- Під островом Онігасіма в легенді йдеться про острів Меґідзіма (яп. 女木島), розташований в Внутрішньому Японському морі близ міста Такамацу. За переказом, в його величезних штучних печерах водилися демони.
- Сюжет історії Момотаро так чи інакше обігрується в різних творах сучасної японської культури. Так, наприклад, Момотаро є прототипом однієї з героїнь ранобе «Okami-san», пригадується в манзі «Ouran High School Host Club», аніме-серіалах «Kaichou wa Maid-sama!», «7 самураїв», «Gintama» та «One Piece».
- Якщо ви відвідаєте станцію Окаяма, однією з перших речей, які ви побачите, є статуя Момотаро та його друзів біля станції. У багатьох туристичних магазинах Окаями ви також можете знайти сувеніри Kibi Dango.[3]
- Влітку в Японії проходить фестиваль, присвячений Момотаро, називається Фестиваль Окаяма Момотаро. Багато представників танцювальних шкіл  виходять на вулиці міста.  Після святкового  параду вночі також зазвичай влаштовують феєрверки! Минулого  року фестиваль проходив 5 та 6 серпня.[3]